# Медведки (Демидовский район)
Медведки — деревня в Демидовском районе Смоленской области России. Входит в состав Демидовского городского поселения. Население — 168 жителей (2007 год). 
Расположена в северо-западной части области в 2 км к востоку от Демидова, в 6 км восточнее автодороги Р133 Смоленск — Невель, на берегу реки Старка. В 50 км южнее деревни расположена железнодорожная станция Лелеквинская на линии Смоленск — Витебск. 

## История
В годы Великой Отечественной войны деревня была оккупирована гитлеровскими войсками в июле 1941 года, освобождена в сентябре 1943 года.

## Экономика
- животноводческий комплекс[2]